# Antonella Ríos
Antonella Ríos Mascetti (née le 31 juillet 1974 à Valdivia) est une actrice et présentatrice de télévision chilienne.

## Biographie
Antonella Ríos Mascetti née en Valdivia. Elle a fait ses débuts en 2001 sur la telenovela Amores de mercados de TVN. 

## Filmographie
| Films | Films                     | Films  | Films             |
| Année | Film                      | Rôle   | Réalisateur       |
| ----- | ------------------------- | ------ | ----------------- |
| 2003  | Los debutantes            | Gracia | Andrés Waissbluth |
| 2005  | Súper, todo Chile adentro | Lorenz | Fernanda Aljaro   |

## Télévision
| Telenovelas         | Telenovelas        | Telenovelas                      | Telenovelas |
| Année               | Telenovela         | Rôle                             | Chaîne      |
| ------------------- | ------------------ | -------------------------------- | ----------- |
| 2001                | Amores de mercado  |                                  | TVN         |
| 2003                | Machos             | Yolanda "Yoly" Salcedo           | Canal 13    |
| 2004                | Hippie             | Juana Pizarro                    | Canal 13    |
| 2005                | Brujas             | Mariana Carvajal                 | Canal 13    |
| 2006                | Descarado          | Catalina Montoya Bernard         | Canal 13    |
| 2008                | Lola               | Francisca Monsalve               | Canal 13    |
| 2009                | Cuenta conmigo     | Margarita "Mona" Jiménez         | Canal 13    |
| 2012                | Maldita            | Claudia Montero                  | Mega        |
| Séries et unitaires |                    |                                  |             |
| Année               | Série              | Rôle                             | Chaîne      |
| 2005                | Los Simuladores    | Macarena González                | Canal 13    |
| 2007                | Dinastía Sa-Sá     | Mariana Carvajal                 | Canal 13    |
| 2010                | La Colonia         | Tetera de Campo                  | Mega        |
| Émissions           |                    |                                  |             |
| Année               | Émission           | Rôle                             | Chaîne      |
| 2006                | Locos por el baile | Jury                             | Canal 13    |
| 2010                | Así somos          | Panéliste remplacement           | La Red      |
| Depuis 2010         | Mujeres primero    | Présentatrice                    | La Red      |
| 2012                | Mi nombre es… VIP  | Participante                     | Canal 13    |
| 2012                | Pareja perfecta    | Elle-même (Invitée)              | Canal 13    |
| 2012                | Vertigo            | Elle-même (Participante invitée) | Canal 13    |
| 2013                | Intrusos           | Commentatrice                    | La Red      |